# Xochimilco (östra Chichiquila kommun)
Xochimilco är en ort i Mexiko.   Den ligger i kommunen Chichiquila och delstaten Puebla, i den sydöstra delen av landet, 220 km öster om huvudstaden Mexico City. Xochimilco ligger 1 655 meter över havet och antalet invånare är 219.
Terrängen runt Xochimilco är kuperad åt sydost, men åt nordväst är den bergig. Terrängen runt Xochimilco sluttar österut. Runt Xochimilco är det ganska tätbefolkat, med 214 invånare per kvadratkilometer. Närmaste större samhälle är Huatusco de Chicuellar, 12,1 km sydost om Xochimilco. I omgivningarna runt Xochimilco växer huvudsakligen savannskog.